# Церковь Святого Николая (Котбус)
Верхняя церковь Святого Николая (Оберкирха Св. Николая, нем. Oberkirche St. Nikolai) — кирпичная церковь в центре города Котбус; современное позднеготическое здание, предшественник которого впервые упоминался в 1156 году, расположено на площади Оберкирхплатц. Является самой крупной средневековой церковью в регионе Нижняя Лужица.

## История и описание
О существовании церкви на месте современной оберкирхи Святого Николая впервые говорят источники 1156 года: остатки существенно меньшего здания предшественника, датированные XIII веком, были обнаружены в ходе ремонтных работ, проводившихся в 1910 году. Нынешняя церковь была построена со второй половины XV века — но достройка здания продолжалась и в XVI веке. Исследователи полагали, что строительство проходило в три этапа: первоначально были возведены наружные стены основного корпуса, но — в связи с пожаром 1468 года — план, вероятно, пришлось изменить, а само строительство — начать заново. На завершающем этапе строительства с северной и южной сторон к зданию были добавлены часовни. В 1910—1911 годах церковь была капитально отремонтирована; во время Второй мировой войны, в 1945 году, здание полностью сгорело. Его реконструкция проходила в послевоенный период — крыша была закончена около 1960 года, а пять лет спустя было установлено последнее окно. В конце XX века, в 1993—1995 годах, в церкви была обновлена кровля.
Церковь Святого Николая в Котбусе представляет собой трехнефный кирпичный храм с деамбулаторием; его прямоугольная четырёхэтажная колокольня на западной стороне расположена асимметрично — она смещена на север. Колокольня увенчана оштукатуренные белым барабаном и барочным фонарём. Башня высотой в 55 м используется в качестве смотровой площадки. На стенах внутри основного здания имеются фрески — но большая часть из внутреннего убранства была уничтожена в результате пожара 1600 года; работы, доступные посетителям сегодня, были обнаружены в ходе послевоенного восстановления храма, в 1951 году. Кроме того в храме есть и раннебарочный алтарь, созданный в 1664 году.